# Pian cu coadă

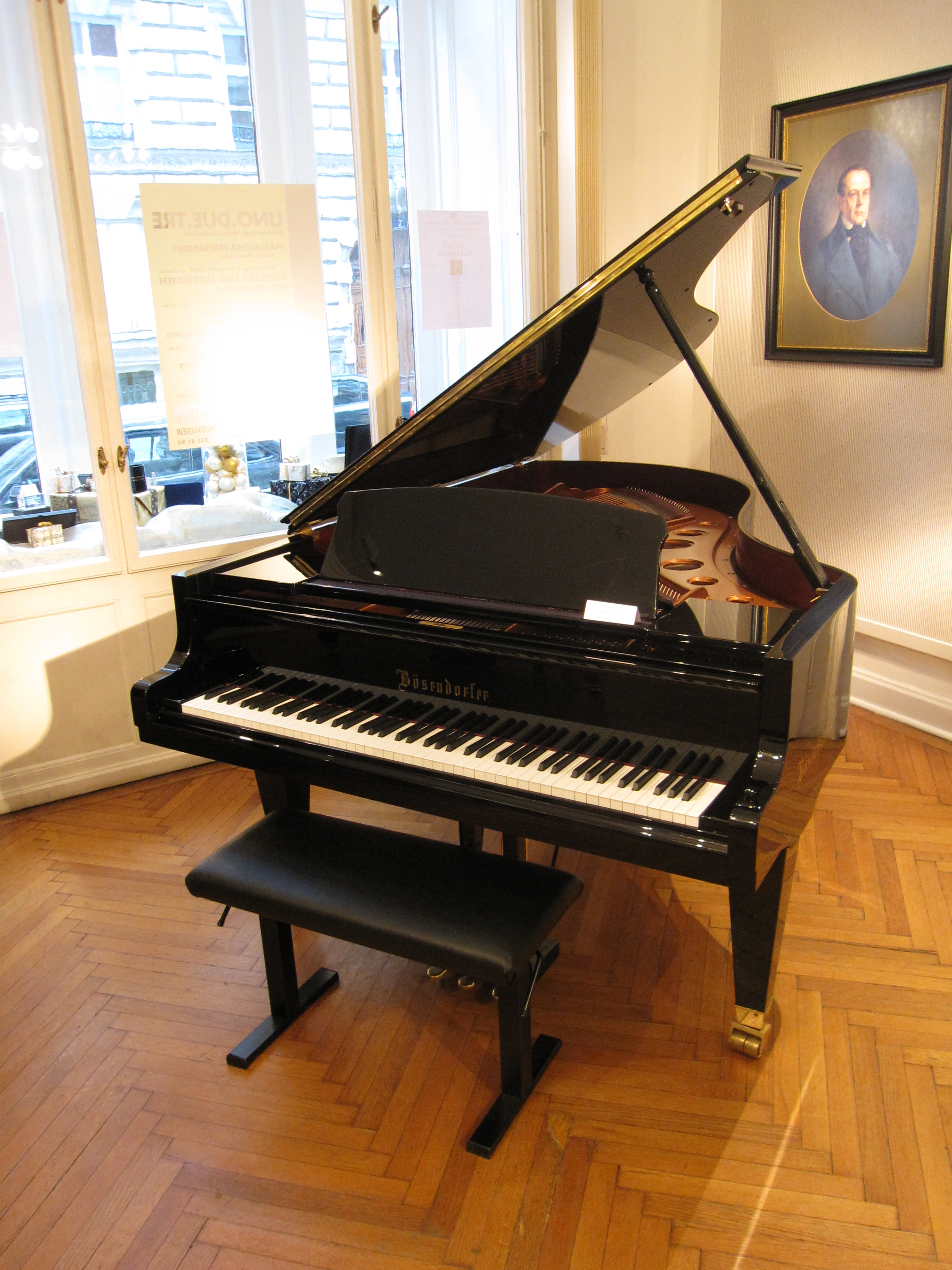
Pian cu coadă

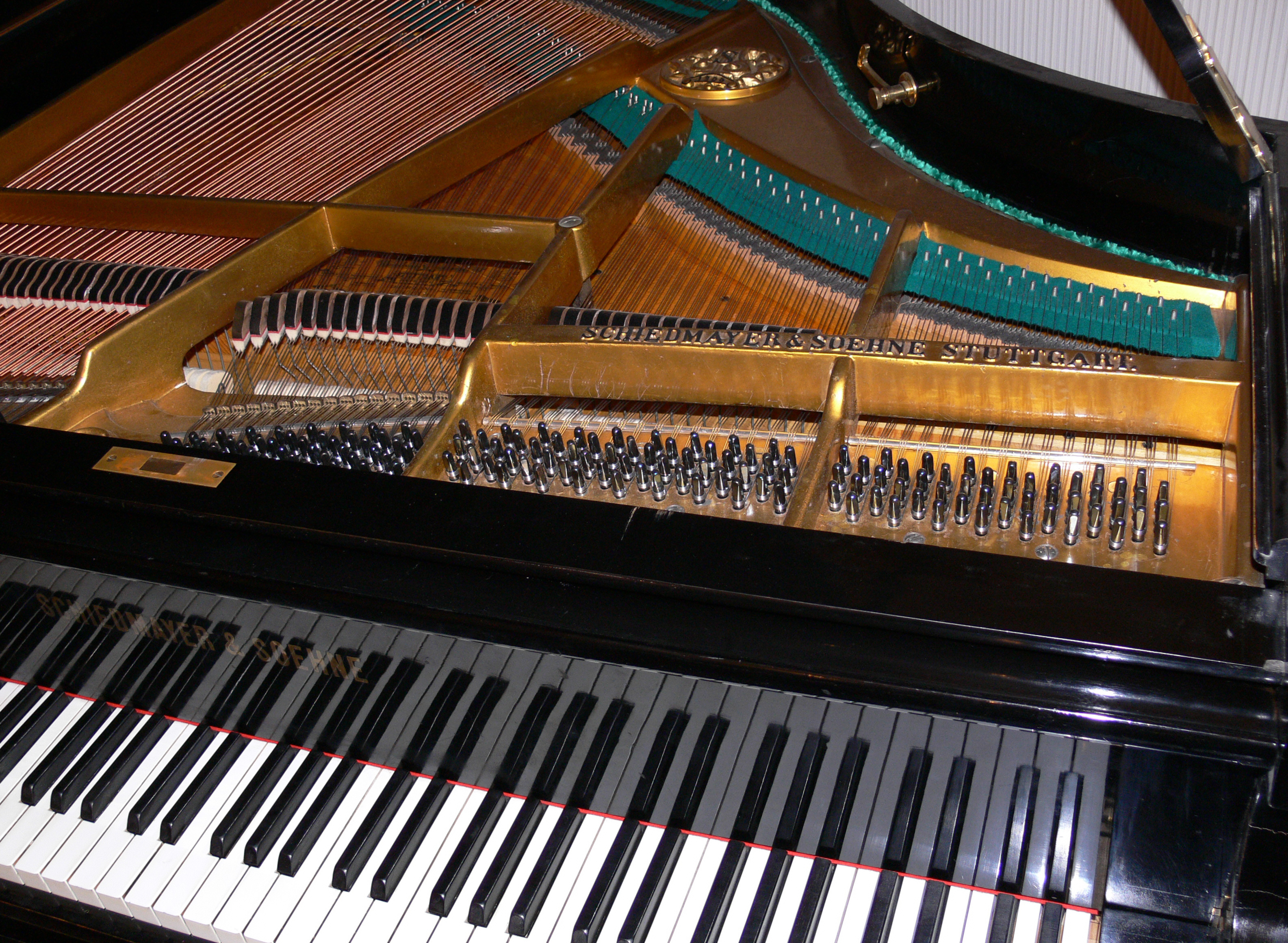
Cadrul, coardele și claviatura unui pian cu coadă

Pianul cu coadă (sau pianul de concert) este unul dintre tipurile de pian. El el este constituit dintr-un corp care conține un cadru pe care sunt întinse coardele, susținut în poziție orizontală de trei picioare, la înălțimea de aproximativ un metru.
Lungimea unui pian cu coadă variază de la 1,5 metri la 3 metri; varianta numită grand concert are o lungime între 2,2 metri și 3 metri. Un pian poate avea aproximativ 7000 de piese constituente. După funcțiile îndeplinite, acestea pot fi grupate în șase categorii: claviatură, ciocănele, amortizoare, cadru de fontă, placă de rezonanță și coarde.